# NGC 1287
NGC 1287 (również PGC 12310) – galaktyka spiralna (Sa), znajdująca się w gwiazdozbiorze Erydanu. Odkrył ją William Herschel 20 września 1784 roku.